# Jiří Zatloukal
Jiří Zatloukal (* 1977) je finanční novinář a překladatel ekonomické literatury. Od roku 2021 pracuje pro Seznam Zprávy. V roce 2014 byl na semestr stipendistou The Reuters Institute for the Study of Journalism na Oxfordské univerzitě.

## Překlady
Přeložil z angličtiny několik knih, mj. eseje národohospodáře Johna Maynarda Keynese, které v roce 2021 vydalo nakladatelství Academia. Předtím například knihy nositele Nobelovy ceny Josepha Stiglitze, nebo hlavního komentátora britského deníku Financial Times Martina Wolfa, nebo klasickou knihu Dějiny finančních krizí finančního historika Charlese P. Kindlebergera, kterou pozitivně recenzoval například viceguvernér České národní banky Jan Frait.

## Publikace
- Wolf, Martin, Posuny a otřesy, Jak jsme se poučili – a jak se ještě musíme poučit – z finanční krize. Nakladatel: Universum 2016.
- Stiglitz, Joseph E., Euro: Společná měna jako hrozba pro budoucnost Evropy. Nakladatel: Universum 2017.
- Keynes, John Maynard, Jsem liberál?: Výbor esejů. Nakladatel: Academia 2021.
- Kindleberger, Charles P., Dějiny finančních krizí. Nakladatel: Nakladatelství Klíč 2023.